# 3e cérémonie des Razzie Awards

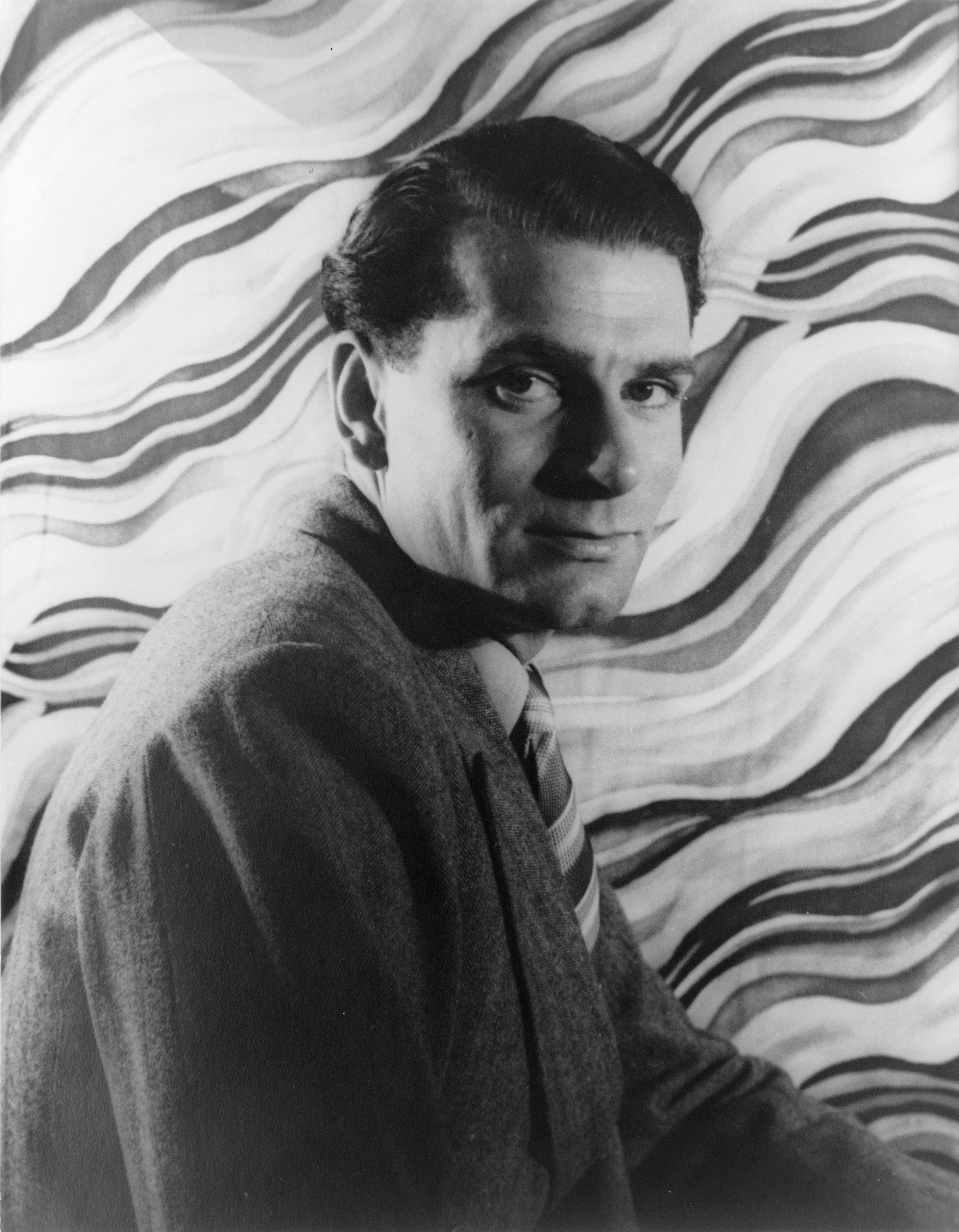
Laurence Olivier.

La 3e cérémonie des Golden Raspberry Awards s'est tenue le 11 avril, 1983. Elle eut lieu lors d'un diner de la soirée des oscars afin de désigner le pire de ce que l'industrie cinématographique a produit durant l'année 1982. Les lauréats sont notés en gras:

## Pire Film
Inchon (MGM), produit par Mitsuharu Ishi
- Annie (Columbia/Rastar), produit par Ray Stark
- Butterfly (Analysis Releasing), produit par Matt Cimber
- Mega Force (20th Century Fox), produit par Albert S. Ruddy
- The Pirate Movie (20th Century Fox), produit par David Joseph

## Pire Acteur
Laurence Olivier dans Inchon
- Willie Aames dans Paradis et Zapped!
- Christopher Atkins dans The Pirate Movie
- Luciano Pavarotti dans Yes, Giorgio
- Arnold Schwarzenegger dans Conan le Barbare

## Pire Actrice
Pia Zadora dans Butterfly
- Morgan Fairchild dans The Seduction
- Mia Farrow dans Comédie érotique d'une nuit d'été (A Midsummer Night's Sex Comedy)
- Kristy McNichol dans The Pirate Movie
- Mary Tyler Moore dans Six Weeks

## Pire second rôle masculin
Ed McMahon dans Butterfly
- Michael Beck dans Mega Force
- Ben Gazzara dans Inchon
- Ted Hamilton dans The Pirate Movie
- Orson Welles dans Butterfly

## Pire second rôle féminin
Aileen Quinn dans Annie
- Rutanya Alda dans Amityville 2, le possédé
- Colleen Camp dans The Seduction
- Dyan Cannon dans Piège mortel
- Lois Nettleton dans Butterfly

## Pire réalisateur
Ken Annakin pour The Pirate Movie 

ex æquo avec Terence Young pour Inchon
- Matt Cimber pour Butterfly
- John Huston pour Annie
- Hal Needham pour Mega Force

## Pire scénario
Inchon, écrit par Robin Moore et Laird Koenig
- Annie, scénario de Carol Sobieski, tiré de la pièce de Thomas Meehan, basée sur la bande dessinée Little Orphan Annie de Harold Gray (non crédité)
- Butterfly, scénatio de John Goff et Matt Cimber, adaptation par Matt Cimber, tiré du roman de James M. Cain
- The Pirate Movie, écrit par Trevor Farrant, "dérivé de" l'opérette de Gilbert and Sullivan, The Pirates of Penzance
- Yes, Giorgio, scénario de Norman Steinberg (en), "inspiré" par le roman de Annie Piper

## Pire révélation
Pia Zadora dans Butterfly
- Morgan Fairchild dans The Seduction
- Luciano Pavarotti dans Yes, Giorgio
- Aileen Quinn dans Annie
- Mister T. dans Rocky 3, l'œil du tigre

## Pire chanson 'Originale'
"Pumpin' and Blowin'" dans The Pirate Movie, paroles et musique de Terry Britten, B. A. Robertson et Sue Schifrin
- "Comin' Home to You" dans Author! Author!, musique de Dave Grusin, paroles de Marilyn et Alan Bergman
- "Happy Endings" dans The Pirate Movie, paroles et musique de Terry Britten, B. A. Robertson et Sue Schifrin
- "It's Wrong for Me to Love You" dans Butterfly, musique de Ennio Morricone, paroles de Carol Connors
- "No Sweeter Cheater Than You" dans Honkytonk Man, paroles et musique de Gail Redd et Mitchell Torok

## Pire bande originale
The Pirate Movie, musique de Kit Hain
- Butterfly, musique de Ennio Morricone
- Death Wish II, musique Jimmy Page
- Monsignor, musique de John Williams
- John Carpenter's The Thing, musique de Ennio Morricone

## Prix de la pire carrière
Irwin Allen, le maître du désastre